# Wiesław Gawlikowski (aktor)
Wiesław Gawlikowski właśc. Ludwik Pacholski (ur. 1891, zm. 19 marca 1933 w Warszawie) – polski aktor teatralny i filmowy.

## Wybrana filmografia
- 1933 - Ostatnia eskapada (ojciec Wandy),
- 1932 - Szyb L-23 (Jaracz, ojciec Baśki),
- 1932 - Rok 1914 (stryj Hanki i Andrzeja),
- 1932 - Biała trucizna (żebrak),
- 1932 - Bezimienni bohaterowie,
- 1931 - Kobieta, która się śmieje (pan Playgate),
- 1931 - Głos serca (Ciril Belloc),
- 1930 - Uroda życia (1930)  (stryj Michał),
- 1930 - Janko Muzykant (profesor muzyki),
- 1929 - Z dnia na dzień (mąż Marusi),
- 1928 - Tajemnica starego rodu (rybak Szymon, ojciec Lidii),
- 1928 - Pan Tadeusz (Wojski),
- 1928 - Ludzie dzisiejsi (redaktor Konstanty Wrzos),
- 1927 - Ziemia obiecana (August „Kundel”, kamerdyner Bucholca),
- 1927 - Mogiła nieznanego żołnierza (komisarz Szapkin),
- 1927 - Martwy węzeł,
- 1926 - Trędowata (1926),
- 1925 - Iwonka (Felek),
- 1924 - Śmierć za życie. Symfonia ludzkości
- 1924 - O czem się nie mówi (1924)  (stręczyciel)
- 1912 - Wojewodzianka[1]